# Trichodes nuttalli
Trichodes nuttalli är en skalbaggsart som först beskrevs av Kirby.  Trichodes nuttalli ingår i släktet Trichodes och familjen brokbaggar. Inga underarter finns listade i Catalogue of Life.